# Río de la Plata
Río de la Plata (spaniolă Fluviul de argint) este numită gura de vărsare comună a fluviilor Paraná și Uruguay în Atlantic. El are o lungime de 290 km și atinge lățimea de 220 km. Denumirea de fluviu de argint provine probabil de la zăcămintele de argint din Bolivia de azi, după alte surse ar fi zăcămintele presupuse de argint din regiune. Río de la Plata a fost descoperită în 1516 de Juan Díaz de Solís, a cărui corabie a naufragiat aici, și el a întâlnit indios ce purtau podoabe de argint. Apele lui Río de la Plata sunt tulburi pline cu mâl, navele mari pot ajunge la Buenos Aires numai prin canalele adâncite artificial. Regiunea care are centre mai importante la Montevideo situat pe malul de Nord și la Buenos Aires situat pe malul de Sud, regiunea are o densitate mare a populației.